# Vendryně
Vendryně, polnisch Wędrynia [vɛ̃w̃drɨɲˈa] , mundartlich wyndrynia vɨ̃ˈndrɨɲˈa oder wyndryń vɨ̃ˈndrɨɲ (deutsch Wendrin), ist eine Gemeinde in der, von einer polnischen Minderheit bewohnten, Region Teschener Schlesien im äußersten Osten der Tschechischen Republik.

## Geographie
Vendryně liegt ca. 5 km südöstlich von Třinec am Rande der Schlesischen Beskiden. Die höchsten Erhebungen sind nördlich die Jahodná (407 m), die Babí hora (492 m), östlich im Wendriner Gebirge die Vavrkova hora (530 m) und der Ostrý (709 m), sowie südöstlich die Prasiva hora (541 m).
Südlich in der Nähe von Zaolší erreichen die Gipfel im Borekwald Höhen bis zu 880 m.
Durch den Ort am linken Olsaufer fließt die Vendrynka (Wendriner Bach), welche knapp oberhalb der alten Fähre in die Olsa mündet.
Das Dorf hat eine Gemarkung von 20,095 km2 und ist in vier Bereiche unterteilt:
- Černovský
- Pod Prašivou
- Vendryně
- Zaolší

## Bevölkerung
Von 1869 bis 2001:
| Jahr          | 1869  | 1880  | 1890  | 1900  | 1910  | 1921  | 1930  | 1950  | 1961  | 1970  | 1980  | 1991  | 2001  |
| ------------- | ----- | ----- | ----- | ----- | ----- | ----- | ----- | ----- | ----- | ----- | ----- | ----- | ----- |
| Einwohnerzahl | 1.733 | 1.989 | 2.116 | 2.373 | 2.587 | 2.775 | 3.356 | 3.117 | 3.375 | 3.326 | 3.573 | 3.590 | 3.842 |

1. ↑  Darunter: 1935 (98,7 %) polnischsprachige, 25 (1,3 %) deutschsprachige;
2. ↑  Darunter: 2076 (99.0 %) polnischsprachige, 20 (1 %) deutschsprachige, 2 (0,1 %) tschechischsprachige;
3. ↑  Darunter: 2322 (98,6 %) polnischsprachige, 34 (1,4 %) deutschsprachige, 1 tschechischsprachige; 649 (27,3 %) römisch-katholisch, 1709 (72 %) evangelisch, 15 (0,6 %) israelitisch;
4. ↑  Darunter: 2491 (97,4 %) polnischsprachige, 62 (2,4 %) deutschsprachige, 6 (0,2 %) tschechischsprachige; 788 (30,5 %) römisch-katholisch, 1783 (69 %) evangelisch, 16 (0,5 %) israelitisch;

Nach der Volkszählung 2001 lebten in 894 von 963 Häusern insgesamt 3842 Personen, davon waren:
- 2.309 (60,1 %) Tschechen
- 1.353 (35,2 %) Polen
- 60 (1,6 %) Slowaken
- 31 (0,8 %) Schlesier
- 13 (0,3 %) Mährer
- 4 (0,1 %) Deutsche
- 3 (0,1 %) Ukrainer.

73,8 % der Bevölkerung (2.835 Personen) gehören einer Religionsgemeinschaft an, wobei die römisch-katholische Konfession mit 44,6 % (1.266 Personen) den größten Anteil ausmacht.

## Geschichte

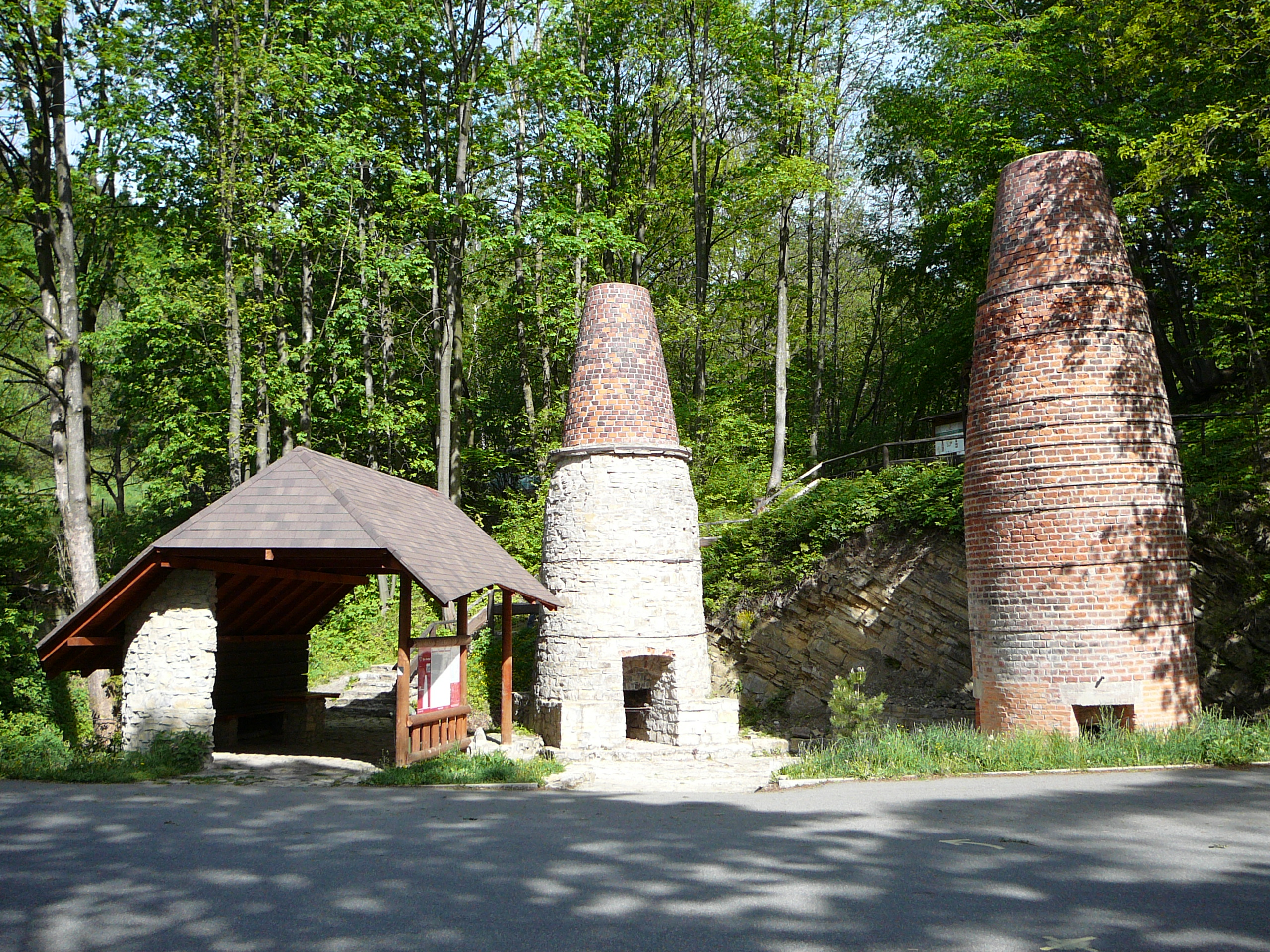
Kalköfen

Das Dorf liegt im Olsagebiet (auch Teschner Schlesien). Im Jahre 1290, in der Zeit des polnischen Partikularismus, entstand das neue Herzogtum Teschen. Die Entstehung bedingte eine Kolonisationsbewegung. Das Dokument Liber fundationis episcopatus Vratislaviensis (Zehntregister des Bistums Breslau) von etwa 1305 zeigte ungefähr siebzehn neue Dörfer im Herzogtum auf, unter anderen "Item in Wandrina". Das Dorf war noch in der früheren Phase der Gründung, deshalb das Territorium, von dessen die Höhe des Zehnts ausgerechnet war, unausdrücklich war. Der Name ist topographisch (wie im Fall von Wendrin (Groß Lassowitz)), wo *vądr- vage verbunden mit Wasser ist.
Seit 1327 bestand das Herzogtum Teschen die Lehensherrschaft des Königreichs Böhmen und seit 1526 gehörte es zur Habsburgermonarchie.
Die Pfarrei Vandrzina im Teschener Dekanat wurde im Peterspfennigregister des Jahres 1447 erwähnt. Nach 1540 erfolgte unter Wenzel III. Adam die Reformation und die Kirche wurde von Lutheranern übernommen. Eine Sonderkommission gab sie am 21. März 1654 an die Katholiken zurück.
1592 entstand ein Gasthaus in Vendryně mit Braurecht.
Nach der Aufhebung der Patrimonialherrschaften bildete es ab 1850 eine Gemeinde in Österreichisch-Schlesien, Bezirk Teschen und Gerichtsbezirk Teschen. Mitte des 19. Jahrhunderts gab es im Dorf eine Post, ein Schloss und ungefähr 2000 Einwohner. Derweil nahm die ethnographische Gruppe der Teschener Walachen deutliche Gestalt an, wohnhaft auch in Vendryně. Traditionell sprachen sie Teschener Mundarten.
Ab 1907 gehörte die Gemeinde zum Wahlbezirk Schlesien 13. In der ersten allgemeinen, gleichen, geheimen und direkten Reichsratswahl 1907 gewann dort im zweiten Gang der Arzt Ryszard Kunicki (von PPSD, 320 Stimmen), vor Franciszek Lankocz (von polnischen Bund der schlesischen Katholiken unter der Leitung von Józef Londzin, 118 Stimmen). Im ersten Gang beide bekamen 103 Stimmen, während Jan Michejda, der Hauptkandidat der polnischen Lutheraner, nur 42 Stimmen und Jan Chlebus nur 1 Stimme bekam. In der Reichsratswahl 1911 gewann wieder Ryszard Kunicki. Im ersten Gang bekam er 240 Stimmen vor Jan Michejda (120 Stimmen) und dem Vertreter der deutschfreundlichen bzw. antipolnischen Schlesischen Volkspartei Józef Kożdoń (65 Stimmen) und im zweiten Gang gewann auch Kunicki (300 Stimmen) vor Michejda (116 Stimmen).
1918, nach dem Zusammenbruch der k.u.k. Monarchie, wurde das Gebiet von Teschen strittig. Am 5. November wurde Wendrin laut dem Vergleich zwischen polnischen und tschechischen Nationalräten ein Teil Polens. Die tschechoslowakische Regierung erkannte den Vergleich nicht an. Nach dem Polnisch-Tschechoslowakischen Grenzkrieg, einer nicht verwirklichten Volksabstimmung sowie der Entscheidung des Botschafterrats der Siegermächte am 28. Juli 1920 wurde der Ort ein Teil der Tschechoslowakei und des Bezirks Český Těšín. 1938 wurde Wendrin an Polen angeschlossen und kam im Jahre darauf nach der Besetzung Polens zum Deutschen Reich. Bis 1945 gehörte es zum Landkreis Teschen und kam nach Kriegsende zur Tschechoslowakei zurück.
1980 wurde das Dorf ein Ortsteil von Třinec. Seit dem 1. Januar 1995 ist Vendryně wieder eine eigene Gemeinde.

## Sehenswürdigkeiten

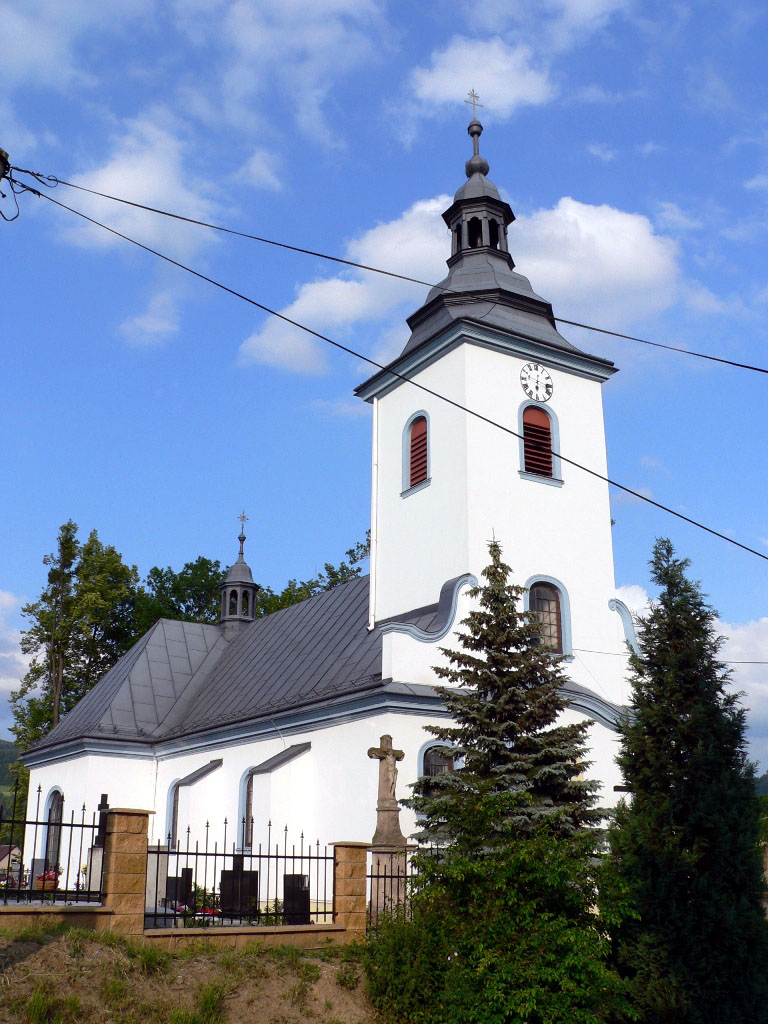
Katholische Kirche

- Katholische Kirche der Heiligen Katharina von Alexandrien
- Kalköfen aus dem frühen 19. Jahrhundert

## Verkehr
An der Bahnstrecke befindet sich eine Haltestelle für Regionalzüge nach Mosty u Jablunkova, Jablunkau, Čadca, Bohumín und Teschen.

## Persönlichkeiten
- Jan Szeruda (1889–1962), polnischer evangelischer Theologe und Bischof
- Beata Hlavenková (* 1978), tschechische Jazzpianistin
- Ewa Farna (* 1993), Sängerin